# Badalucco
Badalucco (ligur nyelven Bäuco) olasz község a Liguria régióban, Imperia megyében.

## Földrajz
A község az Argentína-völgyben (Valle Argentina helyezkedik el.

## Története
A régészeti leletek tanúsága szerint a település már az i. e. 2. században létezett. Valószínűleg a ligurok alapították, majd a rómaiaké lett. Neve először 13. századi dokumentumokban jelenik meg Baaluco illetve Badaluco alakban, s valószínűleg a badare szóból ered, amelynek jelentése őrizni, vigyázni. A 8-9. században épült fel egykori erődje, a tengerpart mentén portyázó szaracénok elleni védelemként. Később a ventimigliai grófok birtoka lett, a Genovai Köztársaság része.

## Látnivalók

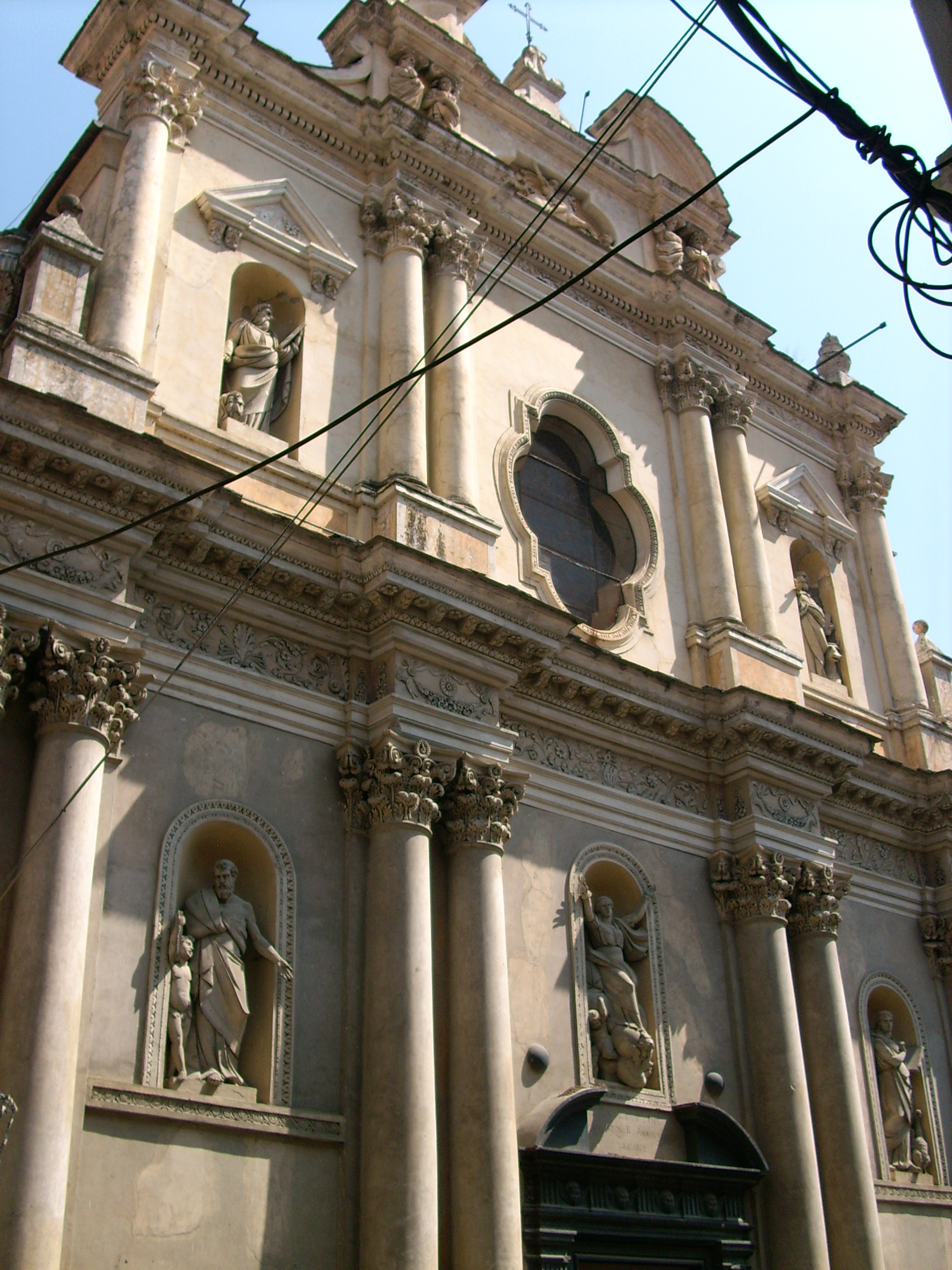
A Santa Maria Assunta és San Giorgio templom

### Centro storico
Óvárosának épületeit falfestmények (murales) és kerámiaelemek díszítik. Az óváros megőrizte középkori arculatát.Fő jellegzetességei a két kőhíd.

### Egyházi épületek
- Santa Maria Assunta és San Giorgio templom: barokk stílusú, 1683 és 1691 között épült;
- San Nicolò templom: a 17. században épült egy kastély romjaira.

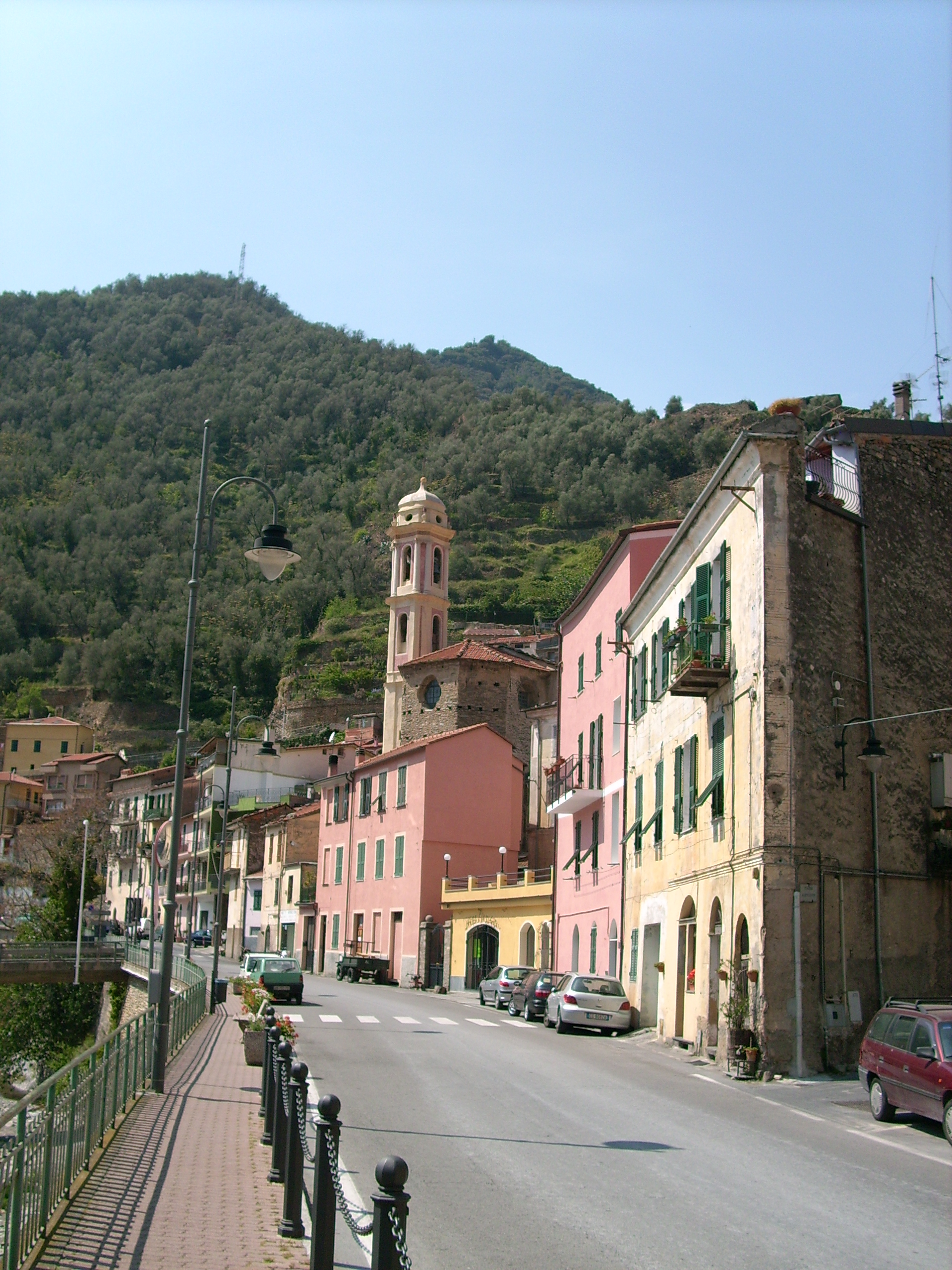
Oratorio della Misericordia

### Polgári épületek
- Palazzo Boeri: a parókiatemplommal szemben épült a 16. században

## Gazdaság
A fő bevételi forrás a mezőgazdaság.

## Közlekedés
Badalucco nem rendelkezik közvetlen autópálya-összeköttetéssel, de az A10 autópálya Arma di Taggia lehajtójáról elérhető. A településhez legközelebb eső vasútállomás Taggia a Ventimiglia–Genova vonalon.

## Fordítás
- Ez a szócikk részben vagy egészben  a   Badalucco című olasz Wikipédia-szócikk fordításán alapul.  Az eredeti cikk szerkesztőit annak laptörténete sorolja fel. Ez a jelzés csupán a megfogalmazás eredetét és a szerzői jogokat jelzi, nem szolgál a cikkben szereplő információk forrásmegjelöléseként.